# Скрът
Скрът е село в Югозападна България. То се намира в община Петрич, област Благоевград.

## География
Село Скрът е разположено в полупланински район – в северното подножие на планината Беласица, известно с името Подгорие. Съседни села са Ключ и Габрене. Климатът е преходносредиземноморски – с летен минимум и зимен максимум на валежите. На 5 км северно от селото тече река Струмешница. Селото е изходен пункт за покоряването на триграничния връх Тумба, връх Лозен и високите части на Беласица. Близо над Скрът са разположени два красиви водопада – Дъбицата и Мангъро, до които водят маркирани пътеки.

## История
Селото се споменава в османски дефтер от 1570 година под името Искрит. През същата година в селото живеят 9 мюсюлмански и 84 християнски домакинства. През XIX век село Скрът е със смесено население. В „Етнография на вилаетите Адрианопол, Монастир и Салоника“, издадена в Константинопол в 1878 година и отразяваща статистиката на населението от 1873 година Скрит (Scrite) е посочено като село с 63 домакинства с 81 жители българи и 65 жители мюсюлмани. Към 1900 г. според статистиката на Васил Кънчов („Македония. Етнография и статистика“) населението на село Скрът брои общо 355 души, от които 150 българи-християни, 205 турци. Всички българи-християни в селото са под върховенството на Българската екзархия. По данни на секретаря на екзархията Димитър Мишев в 1905 година в Скрът има 280 българи екзархисти.
Скрът е освободено от османска власт по време на Балканската война през октомври 1912 година. При избухването на войната двама души от селото са доброволци в Македоно-одринското опълчение. През 1913 година по време на Междусъюзническата война селото е завзето и частично опожарено от гръцката армия. През 1914 година в селото отваря врати първото начално училище, което през 1921 година прераства в основно. През 1918 година е построена църквата „Възнесение Господне“ („Свети Спас“), която е осветена през 1924 година. Според стари предания в Скрът преди това е имало около 12 малки църкви и оброчища. Оградени са руините на църквите „Свети Теодор Тирон“, „Свети Димитър“ (Митрова черква), „Свети Илия“ (Илинденска черква) и „Свети Георги“.
През 1923 година местното турско население се изселва за Турция, а през 1925 година на тяхно място се заселват българи-бежанци от Егейска Македония, както и планинци от Огражден.
В 1951 година в Скрът е построена болница с доброволния труд на населението от селата Скрът, Габрене и Ключ. През 1953 година селото е електрифицирано. В 1960 година е построена нова читалищна сграда, а през 1969 година – нова училищна сграда с 12 класни стаии и столова с 200 места.
През 1977 година е построен универсален магазин, който сега е трикотажен цех, а 2 години по-късно е изградена целодневна детска градина с 4 спални помещения и 4 стаи за занимания, с парк с люлки и пързалки. В 1982 година с доброволен труд на населението е построен ресторант „Лозен“, само за 45 работни дни на площ 350 m² (сега също е трикотажен цех). В квартал „Орището“ е построен квартален магазин. Изграден е водопроводът до извор „Ледника“ с обща дължина 3 километра. Открито е футболно игрище. През 1988 година в квартал „Бруч“ е пуснат в експоатация механичен цех. Построен е и водоем за питейна вода (500 куб. м.). Частично е изградена нова канализация.

## Етимология
Според известния български археолог Богдан Филов, посетил Петричкия край през есента на 1915 година, етимологията на името Скрът се извежда от думата скръб и се свързва с трагичните последици от битката при Беласица през 1014 година и ослепяването на Самуиловите воини.
През лятото на 1916 година по време на Първата световна война професор Васил Златарски, като участник в научно-разузнавателната мисия в Македония и Поморавието, организирана от Щаба на действащата армия, посещава района на селото. В рапорта си до Началник-щаба на действащата армия, предавайки разказа на местен ходжа той пише:
| „ | За съседното село Скрит той съобщи, че пак през времето на покорението от турците жителите на това село, християни, се крили дълго време в дълбокия дол и в гората над това село, но намерени от турците, със сила били принудени да приемат мохамеданската вяра и се поселили на мястото на това село, което е получило името Скрити. Според други, след като приели мохамеданството, жителите скрито продължавали да изповядват християнската вяра, като се криели в дола и гората над селото. Както и да е, но името на това село не е Скърт, а още по малко Скърб, както напоследък го объркаха, като искаха да го обяснят с катастрофата в Беласицката битка, защото самото население го нарича Скрити. | “ |

## Население

### Етнически състав
Преброяване на населението през 2011 г.
Численост и дял на етническите групи според преброяването на населението през 2011 г.:
|                     | Численост |
| Общо                | 961       |
| Българи             | 918       |
| Турци               | -         |
| Цигани              | -         |
| Други               | 5         |
| Не се самоопределят | 3         |
| Неотговорили        | 32        |

## Религии
Населението на село Скрът са православни християни.

## Обществени институции
- Основно училище „Пейо К. Яворов“
- Читалище „Антон Попов“

## Култура
Село Скрът разполага с модерна читалищна сграда с киносалон (225 седящи места + балкон с 50 седящи места). Има библиотека с около 9000 тома, танцов състав, женска певческа група за автентичен фолклор.

## Природа
Селото е разположено в подножието на планината Беласица. На самия център на селото има защитени от РИОПС два вековни чинара по над 300 години с височина около 40 метра. В планината над село Скрът са разположени два красиви водопада – Дъбицата и Мангъро, а в близост до билото – неизследваната дълбока пещера „Ледника“. Над селото се намира връх Тумба, където се събират трите граници (гръцката, северномакедонската и българската). Всяка година през месец август на самия връх организирани туристи от България, Северна Македония и Гърция провеждат планинарска среща.

## Туризъм
Както в останалите села на район Подгорие, и в Скрът туризмът е слабо развит. Има две места за настаняване. Едното-категоризирано. Няма категоризирани заведения за хранене.
През с. Скрът преминават следните туристически маршрути:
- с.Ключ – м. Вадиоч и параклис „Св. Димитрий Солунски“ при с. Скрът- лъчев маршрут с дължина почти 4 км в едната посока, който, с малки изключения, почти няма изкачвания. Изминава се за 1 час. Маршрутът стартира от спирката на село Ключ.
- с.Скрът – водопад Мангъро. Лъчев маршрут с дължина 2,4 км в едната посока, който се изминава за 1 час и 20 минути.
- с.Скрът – водопад Дъбицата
- Петрич – м. Папреница – вр. Конгур – вр. Радомир – вр. Тумба – с.Скрът
- Петрич – х. „Конгур“ – вр. Конгур – вр. Радомир – вр. Тумба – с.Скрът
- Велосипеден маршрут "Обиколка на Природен парк „Беласица“
- Велосипеден маршрут „Подгорие“
- Международен веломаршрут „EuroVelo-13: The iron curtain trail“ (Пътят на Желязната завеса)

Не са извършвани специализирани изследвания на туристическия потенциал, няма данни за реализирани проекти с европейско финансиране в областта на туризма.

## Транспорт
Транспортната осигуреност е добра. През селото преминава третокласен път 198: Петрич-Първомай -Коларово-Ключ-Габрене.
Редовна междуселищна автобусна линия от автогара Петрич (10 – 15 курса дневно) и от автогара Благоевград.-само в делнични дни, един курс. Минават през цетнъра на селото.
Скрът няма труднодостъпни махали. Повечето пътища са с твърда настилка, макар и в лошо състояние. Извършва се зимно снегопочистване по график.

## Редовни събития
На 2 юни се провежда традиционният събор на селото, посветен за падналите знайни и незнайни борци за освобождението и независимостта на България.
Всяка година се провежда новогодишно тържество (29 – 31 декември). Ежегодно на 1, 2 и 3 януари, се организират кукерски игри (Сурва).
От 2005 година на 1 април ежегодно се провежда общински фестивал „Скрътска академия“, посветен на деня на хумора и шегата. Мотото на хумористичния фестивал е:'"Колкото хора, толкова умове'" Той се провежда всяка година с все по-голям брой участници. Амбицията на организаторите е фестивалът да придобие по-широка популярност и да заразява все повече хора. Идеята за организирането на този празник е на председателя на читалищното настоятелство Марина Димитрова и Стоян Бояджиев.

## Личности
Родени в Скрът
- Стоил Георгиев (1944 - 2018), български скулптор